# Unité urbaine de La Rochefoucauld-en-Angoumois
L'unité urbaine de La Rochefoucauld-en-Angoumois est une unité urbaine française constituée par la commune de La Rochefoucauld-en-Angoumois, petite ville appartenant à l'aire d'attraction d'Angoulême, située dans la partie est de la Charente.

## Données générales
En 2020, l'INSEE a procédé à une redéfinition des zonages des unités urbaines de la France; celle de La Rochefoucauld-en-Angoumois est demeurée inchangée formant une ville isolée  selon les critères de l'INSEE qui lui a donné le code 16 106.
Lors du remaniement des périmètres des unités urbaines de 2010, l'unité urbaine de La Rochefoucauld-en-Angoumois, était également classée  commune urbaine "isolée" selon la nomenclature de l'INSEE.
En 2021, avec 4 002 habitants, elle devient la 5e unité urbaine de la Charente, et appartient à la catégorie des unités urbaines de 2 000 à 4 999 habitants.
Sa densité de population qui s'élève à 166 hab/km² en 2021 en fait une des unités urbaines les plus densément peuplées de la Charente.
Elle fait partie de l'aire d'attraction d'Angoulême où elle se classe au 11e rang en 2021.

## Délimitation de l'unité urbaine de 2020
Unité urbaine de La Rochefoucauld-en-Angoumois dans la délimitation de 2020 et population municipale de 2021
| Nom                                          | Code Insee | Département | Statut       | Superficie (km2) | Population (dernière pop. légale) | Densité (hab./km2) | Modifier                                    |
| -------------------------------------------- | ---------- | ----------- | ------------ | ---------------- | --------------------------------- | ------------------ | ------------------------------------------- |
| La Rochefoucauld-en-Angoumois (ville-centre) | 16281      | Charente    | ville-isolée | 24,15            | 4 020 (2022)                      | 166                | modifier les données · modifier les données |